# 霍谢达哈尔德
霍谢达哈尔德（俄语：Хоседа-Хард，羅馬化：Khoseda-Khard，涅涅茨语中意为“桦树山冈上的房屋、聚居地”）是俄罗斯涅涅茨自治区已不存在的村，位于伯朝拉河流域内霍谢达尤河畔，南距科米共和国约4.5（2.8英里）。现存的霍谢达哈尔德村委员会与该地同名。
建于1926年，1975年废除。根据普查数据，该地1939年有人口463人。

## 气候
霍谢达哈尔德气象站建于1928年10月，一直记录至21世纪。该地属副极地气候，冬季严寒，夏季温和，极端低温-56.4摄氏度（2010年）。